# Баррі Бузан
Баррі Гордон Бузан (народився 28 квітня 1946) є заслуженим професором міжнародних відносин в Лондонській школі економіки і почесний професор Університету Копенгагена і університету Цзілінь. До 2012 року він був Монтегю Бертон професор міжнародних відносин Лондонської школи економіки. Бузан накидав теорії комплексного регіональної безпеки, і тому разом з Оле Wæver центральною фігурою копенгагенської школи.
кар'єра
З 1988 по 2002 рік він був директором проекту в Інституті з дослідження проблем миру в Копенгагені (COPRI). З 1995 по 2002 він був професором-дослідником міжнародних досліджень в Університеті Вестмінстера, і до того, що професор міжнародних досліджень при Університеті Уорвіка. У 1993 році він був запрошеним професором в Міжнародному університеті Японії, а в 1997-8 він був Улоф Пальме запрошений професор в Швеції.
Він був головою Британської асоціації міжнародних досліджень 1988-90 рр, віце-президент (Північна Америка) Міжнародна асоціація 1993-4 досліджень і установчого секретаря Міжнародного координаційного комітету досліджень 1994-8. З 1999 по 2011 рік він був генеральним координатором проекту з знову скликати англійську школу теорії міжнародних відносин, і від 2004-8 він був редактором Європейського журналу міжнародних відносин. У 1998 році він був обраний членом Британської академії, а в 2001 році він був обраний до Академії наукових товариств з соціальних наук.
область наукових інтересів
Бузан визначає його інтереси, як:
• концептуальні та регіональні аспекти міжнародної безпеки;
• міжнародна історія і еволюція міжнародної системи з доісторичних часів;
• теорії міжнародних відносин, зокрема, структурний реалізм;
• міжнародне співтовариство, і підхід «Школа англійської мови» на міжнародні відносини
Роботи
Бузан опублікував багато робіт, його найбільш важливі роботи включають в себе: Люди, держави і страху: Проблема національної безпеки у сфері міжнародних відносин (1983; переглянуто друге видання 1991)
Логіка анархії: Неореалізм до структурних Реалізм (1993) з Чарльз Джонс і Річард Літтл
Безпека: нова основа для аналізу (1997) з Оле Waever, Яап Де Вільде
Герби Динамічні в світовій політиці (1998) з Еріком Herring
Карта Книга Розум (2000) з Тоні Бузан
Регіони і повноваження: структура міжнародної безпеки (2003 рік) з Оле Waever
Сполучені Штати і великі держави: світової політики в XXI столітті (2004)
Еволюція міжнародної безпеки досліджень (2009) з Олені Хансен.
Non-західній теорії міжнародних відносин: Перспективи і за його межами Азії (2010) редактор з Амітав Ачарья.
«Введення в англійській школі міжнародних відносин: социетальном підхід» (2014 року).
В даний час він працює над книгою (з Джорджем Lawson) про те, чому дисципліна міжнародних відносин необхідно приділяти набагато більше уваги, ніж це робить до глобальної трансформації до сучасності, які мали місце в 19-м столітті.
Біографія
Баррі Бузан народився в Лондоні, але його сім'я емігрувала до Канади в 1954 році він тримає громадянств Сполученого Королівства та Канади, Бузан є випускником Університету Британської Колумбії (1968), де він почав незавершену магістерську програму. Він захистив докторську дисертацію в Лондонській школі економіки (1973 г.). Він описує свої політичні погляди як соціал-демократичні та його релігійні погляди як крайня секуляризму. [1]
Дружина Бузан, в Deborah Скіннер, художник і молодша дочка психолога Скіннер. [2] [3] У них немає дітей. Розум карта письменник Тоні Бузан є його брат, з яким він був співавтором The Mind Map Book.
Посилання
1. Barry Buzan on Facebook
2. Jump up^ Skinner, Deborah. «About». Horses by Skinner. Retrieved 4 September 2014.
3. Jump up^ Buzan, Deborah Skinner (12 March 2004). «I was not a lab rat». The Guardian. Retrieved 4 September 2014.